# Interferómetro de punto de difracción
Un interferómetro de punto de difracción es un tipo de interferómetro de trayecto común. A diferencia de los interferómetros de haz dividido, como el de Michelson, en el que se separan un haz de luz de referencia y otro de prueba de la misma fuente, un interferómetro de trayecto común genera su propio haz de referencia.
El dispositivo es similar a un filtro óptico. La luz incidente está enfocada a un elemento semitransparente (aproximadamente 0.1% de transmisión). En el centro de este filtro se sitúa un orificio sobre la medida del disco Airy, donde se concentra un haz de luz centrado con una lente transformadora de Fourier. El orden cero (las frecuencias bajas en el espacio de Fourier) entonces pasan a través del orificio e interfieren con el resto del haz. La transmisión y las dimensiones del orificio están diseñadas para equilibrar las intensidades del haz de prueba y del haz de referencia. El dispositivo es similar en operación al microscopio de contraste de fase de Zernike.
Dado que el dispositivo es auto-referenciado, puede usarse en entornos con muchas vibraciones o cuando no es posible disponer de un haz de referencia, como en muchos ensayos de óptica adaptiva y en escenarios de longitud de onda corta.
Se han ideado versiones que potencian el cambio de fase (ver Interferometría) para aumentar la resolución y la eficiencia de las mediciones. Esto incluye las rejillas de difracción del interferómetro de Kwon y el interferómetro de difracción de punto con cambio de fase.
Las críticas principales del diseño original son:
- (1) Que la baja transmisión reduce su eficiencia.
- (2) Cuando el haz de luz está demasiado aberrado, queda reducida la intensidad axial, por lo que hay menos luz en el haz de referencia, con la consiguiente pérdida de contraste del patrón de interferencia.

Estos problemas son en gran parte solucionados en el diseño de los interferómetros de punto de difracción con cambio de fase, en los que una rejilla o un divisor de haz crean idénticas copias múltiples del haz incidente contra el filtro semitransparente.  El haz de prueba pasa a través de un orificio un poco mayor o una abertura en una membrana, sin pérdidas debidas a absorción; y el haz de referencia es enfocado hacia el orificio para lograr una transmisión más alta. En el caso basado en una rejilla, el cambio de fase se logra trasladando la rejilla perpendicularmente al haz mientras múltiples imágenes son grabadas.